# HMS Menestheus (M93)
«Менесфей» (M93) (англ. HMS Menestheus (M93) — військовий корабель, допоміжний мінний загороджувач Королівського військово-морського флоту Великої Британії часів Другої світової війни.

## Історія створення
«Менесфей» був закладений 1929 року на верфі компанії Caledon Shipbuilding & Engineering Co. Ltd у Данді. У червні 1940 року після переобладнання переданий для експлуатації як допоміжний мінний загороджувач та увійшов до складу Королівських ВМС Великої Британії.

## Історія служби
MV Menestheus був вантажним лайнером компанії Blue Funnel Line, що курсував між берегами Великої Британії та Далекого Сходу. У грудні 1939 року був реквізований та переданий Королівському флоту, де судно переробили на допоміжний мінний загороджувач і дали назву HMS «Менесфей» (M93). 22 червня 1940 року корабель включили до складу сил 1-ї ескадри мінних загороджувачів з базуванням на Кайл-оф-Лохалш. Мінний загороджувач виконував завдання з постановки мінних полів на Північному бар'єрі.
У жовтні 1943 року «Менесфей» вивели для конвертації в судно відпочинку для потреби британського тихоокеанського флоту. 1944 року пройшло додаткову модернізацію у Ванкувері, де на ньому були встановлені кінотеатр, кафетерії для особового складу моряків суден Королівського допоміжного флоту. Додатково на судні облаштували власну пивоварню, яка виготовляла пиво для матросів.
Але незабаром війна з Японією була завершена й 1946 році судно повернули компанії Blue Funnel Line.